# Cynthia Djohoré
Cynthia Djohoré, née le 2 décembre 1990 à Gagnoa, est une footballeuse internationale ivoirienne, et ancienne joueuse de joueuse de volley-ball.

## Carrière en football

### En club
Djohoré joue au volley-ball et au football au cours de sa jeunesse. En 2008, elle s'engage en sport-étude à l'université d'Abidjan Cocody et y pratique le volley-ball. Au printemps 2010, elle met fin à sa carrière de joueuse de volley-ball, et se concentre sur le football. 
Elle évolue au poste de gardienne de but avec les Onze sœurs Gagnoa, club avec lequel elle atteint la finale de la Coupe de la Fédération en 2011. Elle reçoit en 2011 le Ballon d’or de la Fédération ivoirienne de football (FIF), en tant que meilleure gardienne de but. 
Au printemps 2012, elle quitte le club des Onze sœurs et rejoint en prêt le club rival, les Sisters of Eleven Gagnoa. En septembre 2012, elle quitte l'équipe des Sisters of Eleven et retourne au club des Onze sœurs.

### Équipe nationale
Depuis 2011, elle fait partie de l'équipe nationale ivoirienne de football féminin.
Elle participe avec l'équipe de Côte d'Ivoire à la Coupe d'Afrique des Nations 2012 organisée en Guinée équatoriale. Il s'agit de la première compétition continentale disputée par la Côte d'Ivoire. Elle dispute ensuite la Coupe d'Afrique des Nations 2014 qui se déroule en Namibie. La Côte d'Ivoire se classe troisième de cette compétition.

## Carrière en volley-ball
Avant sa carrière de footballeuse, elle joue avec succès au volley-ball, de 2007 à 2008, dans la plus haute Ligue ivoirienne de volley-ball, avec le Club des Magnans d’Adjamé. Elle pratique également ce sport à l'université d'Abidjan Cocody en 2009. La même année, elle participe également à quelques rencontres avec les U-20 de la Côte d'Ivoire.